# Грачёва, Надежда Александровна
Наде́жда Алекса́ндровна Грачёва (род. 21 декабря 1969, Семипалатинск) — российская балерина, балетный педагог. Лауреат Государственной премии России (1996), заслуженная артистка России (1994), народная артистка России (1996).

## Биография
Родилась в Семипалатинске (Казахская ССР, СССР), где и начала заниматься балетом в кружке одного из дворцов пионеров.
Училась в Алма-Атинском хореографическом училище в младших классах у Наурызбаевой Светланы Амангалиевны, Горской Галины Борисовны, а с 5 по 7 класс у народной артистки Казахской ССР Кушербаевой Сары Идрисовны.
После выступления в 1986 году на Международном конкурсе артистов балета в Варне, где она получила II премию в младшей группе, перевелась в Московское академическое хореографическое училище, которое окончила в 1988 году в классе профессора Софьи Николаевны Головкиной. В том же году была принята в труппу Большого театра, где сразу начала исполнять сольные, а затем и ведущие партии.
Большую часть своего репертуара готовила с Галиной Улановой (Надежда Грачёва была её последней ученицей). Затем в течение долгого времени вплоть до окончания своей сценической карьеры репетировала под руководством Марины Кондратьевой.
Первой большой ролью в Большом театре в 1988 году стала Повелительница дриад в балете «Дон Кихот» (хореография А. Горского).
В 1991 году стала первой исполнительницей роли Никии в балете «Баядерка» под редакцией Ю. Григоровича. Год спустя за эту роль балерина получила премию «Benois de la danse».
В 1992 и 1994 годах стала первой исполнительницей Медоры в постановках «Корсара» в редакции К. Сергеева и Ю. Григоровича соответственно.
В 1993 году по приглашению принца и принцессы Уэльских приняла участие в рождественском концерте звезд мирового искусства, который состоялся в лондонском театре «Доминион».
В 1994—1995 годах неоднократно выступала с балетной труппой Национального театра Белграда, где, являясь примой, исполняла главные партии в балетах «Дон Кихот», «Лебединое озеро» и «Жизель». По воспоминаниям балерины после одного из её спектаклей в газете написали: «Когда Грачёва танцевала Жизель, военные действия временно прекратились». Надежда Грачёва была награждена медалью «За выдающиеся заслуги перед Национальным театром». Кроме того, балерине было присвоено звание Почётного гражданина Белграда.
В 1994 году Надежда Грачёва стала первой исполнительницей роли Сильфиды в одноимённом балете Х. Левенсхольда (хореография А. Бурнонвиля, постановка Э. М. фон Розен).
В этом же году народный художник СССР Александр Максович Шилов написал портрет Надежды Грачёвой, который в настоящий момент выставлен в галерее Александра Шилова.
В 1994 году Надежда Грачёва была удостоена звания Заслуженная артистка России, а уже в 1996 стала Народной артисткой Российской Федерации.
В 1996 году исполнила роль Жанны на премьере спектакля «Последнее танго», который ставился балетмейстером В. Гордеевым именно на Надежду Грачёву.
В 1997 году выступила на гала-концерте звезд русского балета в Нью-Йорке. Мероприятие проводилось в честь 125-летия Сергея Дягилева.
На протяжении всей своей сценической карьеры неоднократно принимала участие в гала-концертах Gala des étoiles по всему миру.
В 1999 году в Большом театре состоялась премьера балета «Симфония до мажор» на музыку Ж. Бизе в хореографии Д. Баланчина, в котором Грачёва исполнила роль солистки первой части спектакля.
В 2004 году стала первой исполнительницей заглавной роли балета «Леа» А. Ратманского.
В этом же году труппа Большого театра три вечера подряд ставила самые известные балеты Джорджа Баланчина, отметив таким образом столетие со дня рождения легендарного хореографа. Надежда Грачёва стала первой и единственной исполнительницей па де де «Сильвия».
В ноябре 2009 года на сцене Большого театра состоялся бенефис Надежды Грачёвой «Для Вас впервые…», в котором помимо самой главной героини вечера приняли участие Николай Цискаридзе, Андрей Уваров, Мария Александрова, Руслан Скворцов и другие известные артисты балета. Надежда Грачёва сама стала и автором идеи, и режиссёром вечера. Все партии были исполнены балериной впервые — Надежда показала поклонникам новые образы, в которых зрители не только никогда её не видели, но, возможно, даже не могли себе представить.
В 2011 году закончила сценическую карьеру и стала балетмейстером-репетитором Большого театра.
В настоящее время является педагогом-репетитором Евгении Образцовой, Екатерины Шипулиной, Ксении Жиганшиной, Юлии Гребенщиковой, Юлии Скворцовой, Янины Париенко, Дарьи Бочковой.
20 февраля 2020 года стала главной героиней первого творческого вечера авторского цикла «Другой ракурс» Народного артиста Российской Федерации Дмитрия Гуданова.

## Репертуар (основные партии)
- 1988 — «Дон Кихот» Л. Минкуса, хореография А. Горского — Повелительница дриад
- 1989 — «Млада» Н. Римского-Корсакова, балетмейстер А. Петров — Тень княжны Млады и царицы Клеопатры
- 1990 — «Жизель» А. Адана, редакция Ю. Григоровича — Мирта
- 1990 — «Шопениана» на музыку Ф. Шопена, хореография М. Фокина — Мазурка
- 1990 — «Раймонда» А. Глазунова, редакция Ю. Григоровича — Генриетта
- 1990 — «Каменный цветок» С. Прокофьева, балетмейстер Ю. Григорович — Хозяйка Медной горы
- 1991 — «Баядерка» Л. Минкуса, редакция Ю. Григоровича — Никия — первая исполнительница
- 1991 — «Лебединое озеро» П. Чайковского, редакция Ю. Григоровича — Одетта-Одиллия
- 1992 — «Корсар» А. Адана, редакция К. Сергеева — Медора — первая исполнительница
- 1992 — «Ромео и Джульетта», редакция Ю. Григоровича — Джульетта
- 1993 — «Спящая красавица» П. Чайковского, редакция Ю. Григоровича — Принцесса Аврора
- 1993 — «Жизель» А. Адана, редакция Ю. Григоровича — Жизель
- 1994 — «Корсар» А. Адана, редакция Ю. Григоровича — Медора — первая исполнительница
- 1994 — «Сильфида» Х. Левенсхольда, хореография А. Бурнонвиля, постановка Э. М. фон Розен — Сильфида — первая исполнительница
- 1995 — «Дон Кихот» Л. Минкуса, редакция Ю. Григоровича — Китри
- 1995 — «Спартак» А. Хачатуряна, балетмейстер Ю. Григорович — Эгина
- 1995 — «Легенда о любви» А. Меликова, балетмейстер Ю. Григорович — Мехменэ Бану
- 1995 — «Ромео и Джульетта» С. Прокофьева, хореография Л. Лавровского — Джульетта
- 1996 — «Последнее танго» на музыку А. Пьяццоллы, балетмейстер В. Гордеева — Жанна — первая исполнительница
- 1999 — «Симфония до мажор» на музыку Ж. Бизе, хореография Д. Баланчина — Солистка I части — первая исполнительница
- 2000 — «Дочь фараона» Ч. Пуни, балетмейстер П. Лакотт Аспиччия
- 2002 — «Лебединое озеро» П. И. Чайковского, II-я редакция Ю. Григоровича — Одетта-Одиллия
- 2003 — «Раймонда» А. Глазунова, редакция Ю. Григоровича — Раймонда
- 2004 — «Симфония до мажор» на музыку Ж. Бизе, хореография Д. Баланчина — Солистка II части
- 2004 — «Леа» на музыку Л. Бернстайна, балетмейстер А. Ратманский — Леа — первая исполнительница
- 2008 — Большое классическое па из балета «Пахита» Л. Минкуса, редакция Ю. Бурлаки — Пахита — первая исполнительница

## Фильмография
- 1993 — «Надежда Большого Балета» (режиссёр-постановщик Георгий Бабушкин, оператор-постановщик Александр Тафель)
- 1996 — «Баядерка»
- 2001 — «Баядерка»

## Звания и награды
- 1986 — лауреат Международного конкурса артистов балета в Варне (II премия, младшая группа)
- 1988 — лауреат Всесоюзного балетного конкурса в Москве (I премия и приз Ленинградского хореографического училища, младшая группа)
- 1988 — лауреат Международного конкурса артистов балета в Варне (II премия, старшая группа[уточнить])
- 1992 — лауреат премии Benois de la Danse за исполнение партии Никии в балете «Баядерка» в постановке Ю. Григоровича[2]
- 1994 — Заслуженная артистка России[3]
- 1995 — лауреат Международного конкурса артистов балета в Осаке (I премия)
- 1995 — медаль «За выдающиеся заслуги перед Национальным театром» Белграда
- 1995 — звание Почётного гражданина Белграда.
- 1996 — Народная артистка России[4]
- 1996 — Государственная премия Российской Федерации
- 2001 — Орден Почёта[5]
- 2009 — приз журнала «Балет» «Душа танца» (в номинации «Королева танца»)